# Resolució 1070 del Consell de Seguretat de les Nacions Unides
La Resolució 1070 del Consell de Seguretat de les Nacions Unides fou adoptada el 16 d'agost de 1996. Després de reafirmar les resolucions 1044 (1996) i 1054 (1996) en relació amb l'intent d'assassinat del president d'Egipte Hosni Mubàrak a la cimera de l'Organització de la Unitat Africana (OUA) a la capital d'Etiòpia Addis Abeba el 26 de juny de 1995 i les sancions posteriors, el Consell imposà sancions d'aviació al Govern del Sudan a causa del seu incompliment de les sol·licituds de l'OUA per extradir els sospitosos d'Etiòpia refugiats al país.
El Consell de Seguretat era alarmat amb l'intent d'assassinat del president Mubarak i va declarar que els responsables havien de ser jutjats. Segons l'Organització de la Unitat Africana (OUA), es tractava d'un atac contra l'estabilitat de tot el continent africà. També va afirmar que el Sudan no havia complert amb les sol·licituds de la OUA sobre la petició de l'OUA d'extradir els sospitosos a Etiòpia. El Consell estava decidit a eliminar el terrorisme internacional.
Actuant sota el Capítol VII de la Carta de les Nacions Unides, el Consell de Seguretat va tornar a exigir que Sudan complís la sol·licitud de l'OUA. Es van observar les mesures adoptades per diversos estats per fer complir les disposicions de les resolucions anteriors i es va instar als altres que encara no havien respost que informessin al Secretari General Boutros Boutros-Ghali de les mesures que havien pres el més aviat possible.
Es va decidir que tots els països havien de prohibir als avions de Sudan o operats per Sudan Airways desembarcar, aterrar o sobrevolar el seu territori. Les sancions no tindrien efecte fins almenys noranta dies després de l'aprovació de la resolució actual. El 15 de novembre de 1996 es va demanar al Secretari General que informés si Sudan havia complert amb la sol·licitud de l'OUA.
La resolució 1070 va ser aprovada per 13 vots contra cap en contra, amb dues abstencions de la Xina i Rússia.